# Populous II: Trials of the Olympian Gods
Populous II: Trials of the Olympian Gods è un videogioco strategico in tempo reale di tipo god game per personal computer Amiga, Atari ST, MS-DOS e Mac OS e per console Super Nintendo e Mega Drive (per quest'ultimo con il titolo Two Tribes: Populous II). È stato progettato nel 1991 da Peter Molyneux per la Bullfrog Productions e pubblicato dalla Electronic Arts. La Imagineer Co. pubblicò conversioni per i computer giapponesi PC-98, Sharp X68000 e FM Towns. Il gioco è il seguito di Populous.
Il giocatore impersona un semidio della mitologia greca e deve guidare il popolo dei suoi seguaci mortali contro i popoli di altri dei. Nell'espansione Populous II: The Challenge Games si impersona invece un dio della mitologia giapponese e i livelli hanno elementi di rompicapo.

## Modalità di gioco
La caratteristica di gioco è identica a Populous e cioè aumentare la propria popolazione (e di conseguenza la mana) per annientare l'avversario, anche in questo gioco il computer o una persona via rete. La differenza è che il gioco non è ambientato come nel primo nel medioevo ma ai tempi degli antichi greci. In conseguenza di ciò sono dei al posto dei cavalieri a sterminare l'avversario, in vari modi. Migliorato nella grafica (per il PC a 256 colori mentre nell'Amiga, la migliore come sonoro, "l'alta" risoluzione 640x400) e nel suono, aggiunge molti poteri (30 in totale) ma non sono mai tutti disponibili (a parte nell'editor). I mondi da finire sono 500 come nel primo ma compaiono casualmente a seconda del punteggio ottenuto a partita vinta e finita: più è alto più si avanza come mondo. Nell'editor si possono attivare tutti i poteri e modificare o creare un mondo. Aumentando la popolazione aumenta la mana e quindi sono disponibili i poteri che si vedono nelle icone a lato del grande libro che contiene il mondo.
Altra caratteristica è che alla fine di ogni partita la divinità sconfitta offre dei "fulmini-trofeo" a seconda di quanta strategia è stata usata nello scontro. Questi fulmini possono essere destinati ai vari campi dei sei elementi e ne rafforzano i poteri collegati. L'uso strategico di alberi + fuoco per esempio fa ricevere un grande numero di trofei.
Esistono poi delle varianti improvvise come l'apparizione di mostri (piuttosto rari), che attraversano indisturbate il campo di gioco portando vari effetti, magari in zone lontane dall'area sorvegliata in quel momento. Tra i mostri ci sono la gorgone (pietrifica chiunque incontri), il demone alato (crea vortici), il dio della natura (feconda la terra e fa crescere un filare di alberi), ecc.